# Lucius Cornelius Scipio (i. e. 259)
Lucius Cornelius Scipio (i. e. 3. század) római politikus, hadvezér, a patricius származású Cornelia gens tagja volt. Atyja, Lucius Barbatus, fivére, Cnaeus Asina és három fia közül kettő, Cnaeus Calvus és Publius egyaránt elérte a consuli rangot; a harmadik gyermekét, Luciust csak nevéről ismerjük.
I. e. 259-ben, az első pun háború idején volt consul Caius Aquillius Florus társaként. Legnagyobb tette, amit a családi kriptában elhelyezett sírfeliratában is megörökített, Szardínia és Korzika punoktól való megtisztítása volt. Hanno, a hadvezér legyőzéséért triumphust tarthatott, és i. e. 258-ban Caius Duilius kollégájaként censorrá választották. Sírfeliratán aedilisi magistraturájáról is megemlékezik, ám ennek idejét nem tudjuk meghatározni.
Ő volt a nagyhírű Publius Cornelius Scipio Africanus Maior hadvezér nagyapja.

## Külső hivatkozások
- Dictionary of Greek and Roman Biography and Mythology. Szerk.: William Smith. Boston, C. Little & J. Brown, 1867.
Elérhető a Michigani Egyetem Könyvtárának honlapján: I. kötet (A–D); II. kötet (E–N); III. kötet (O–Z).

| Elődei: Cnaeus Cornelius Scipio Asina és Caius Duilius | Consul Kr. e. 259 collega: Caius Aquilius Florus | Utódai: Aulus Atilius Calatinus és Caius Sulpicius Paterculus |